# Amomum echinatum
Amomum echinatum là một loài thực vật có hoa trong họ Gừng. Loài này được Carl Ludwig Willdenow mô tả khoa học đầu tiên năm 1797.

## Phân bố
Loài này có ở Ấn Độ và Sri Lanka.